# Hugo Strauß
Hugo Strauß   (Mannheim, 25 de juny de 1907 - óblast de Sverdlovsk, 1 de novembre de 1941) fou un remer alemany que va competir durant la dècada de 1930.
El 1936 va prendre part en els Jocs Olímpics de Berlín on, fent parella amb Willi Eichhorn, guanyà la medalla d'or en la prova del dos sense timoner del programa de rem. En el seu palmarès també destaca el títols nacional de 1936 del dos sense timoner.
Morí al Front Oriental durant la Segona Guerra Mundial.